# Beiratshaftung
Beiräte von Kommanditgesellschaften (KG) oder Wohnungseigentümergemeinschaften haben eine wichtige Überwachungsfunktion, sind aber oft ehrenamtlich oder für wenig Geld tätig. Die Haftungsgrundlagen ergeben sich nicht aus dem Gesetz, sondern sind richterrechtlich geprägt.
Nach ständiger Rechtsprechung des Bundesgerichtshofs haftet der Beirat einer Kommanditgesellschaft oder einer Wohnungseigentümergemeinschaft analog dem Aufsichtsrat einer Aktiengesellschaft (AG), wenn ihm ähnlich wie dem (fakultativen) Aufsichtsrat bei der GmbH bzw. der AG Überwachungsaufgaben zugewiesen sind (vgl. BGH WM 1977, 1221; WM 1983, 472; WM 1984, 1640). Der Haftungsmaßstab bemisst sich dabei nach §§ 116, 93 AktG; gehaftet wird also im Regelfall für jede Form von Fahrlässigkeit und Vorsatz. Der im Personengesellschaftsrecht übliche Maßstab der Sorgfalt in eigenen Angelegenheiten (diligentia quam in suis, § 708 BGB) ist nicht heranzuziehen. Ebenso gelten die Beweislastregeln des § 93 AktG (BGH WM 1979, 1425).
Der Abschluss einer Haftpflichtversicherung für die Beiratsmitglieder kann von den Gesellschaftern bzw. Wohnungseigentümern mehrheitlich beschlossen werden, da diese Maßnahme ordnungsgemäßer Verwaltung dient: Die Aussicht auf Abschluss einer Beiratsversicherung bietet die Gewähr, dass sich Mitglieder für das oftmals ungeliebte Beiratsamt gewinnen lassen. Gegen die Versicherung kann nicht eingewandt werden, dass jeder sich selbst versichern müsse, wenn er dies wolle (KG vom 19. Juli 2004 – 24 W 203/02).
Die Bundesregierung plant mit dem BilMoG die Haftung der Aufsichtsräte u. a. dadurch zu verschärfen, dass sie eine Pflicht schaffen will, nach welcher die Aufsichtsräte am Vorstand vorbei, ein selbständiges Controlling aufbauen müssen und damit die Aufsicht verbessern. Aufgrund der Analogien ist von der Übernahme der Regelungen auch für Beiräte auszugehen.